# Zebil
Zebil (Bulgaars: Зебил) is een dorp in het noordoosten van Bulgarije, gelegen in de gemeente Glavinitsa in de oblast Silistra. Het dorp ligt ongeveer 37 km ten westen van de stad Silistra en 318 km ten noordoosten van de hoofdstad Sofia.

## Bevolking
In de eerste volkstelling van 1934 registreerde het dorp 373 inwoners. Dit groeide tot een officiële hoogtepunt van 987 inwoners in 1992. Sindsdien neemt het inwonersaantal af. Op 31 december 2019 telde het dorp 627 inwoners.
Van de 688 inwoners reageerden er 675 op de optionele volkstelling van 2011. Van deze 675 respondenten identificeerden 672 personen zichzelf als Bulgaarse Turken (99,6%), gevolgd door 3 etnische Bulgaren (0,4%).
Van de 332 inwoners in februari 2011 werden geteld, waren er 72 jonger dan 15 jaar oud (10,5%), gevolgd door 503 personen tussen de 15-64 jaar oud (73,3%) en 111 personen van 65 jaar of ouder (16,2%).